# سفر أخبار الأيام الثاني
سفر أخبار الأيام الثاني هو أحد أسفار التناخ والعهد القديم. وهو يشكل استمرارا مباشرا للكتاب الأول من أخبار الأيام، ويعتقد أن اللفائف الطويلة قد فصلت وذلك بسبب الكتاب الأول. تم تقسيمه منذ العصور الوسطى إلى 36 فصلا. في الكنائس الشرقية، يعد كتاب السهو الثاني.